# Lutherkirche (Berlin-Wilhelmsruh)
Die Lutherkirche im heutigen Berliner Ortsteil Wilhelmsruh des Bezirks Pankow, eine Saalkirche mit niedrigem Turm, die zusammen mit dem daran im Winkel anschließenden zweigeschossigen Pfarrhaus einen asymmetrischen Gebäudekomplex bildet, wurde in märkischer Backsteingotik von Fritz Gottlob, einem der wichtigsten Verfechter dieser Stilrichtung, entworfen. Sie wurde 1918 eingeweiht und steht unter Denkmalschutz.

## Geschichte
Seit 1893 entwickelte sich Wilhelmsruh zu einem Berliner Villenvorort, wie sie im ausgehenden 19. und frühen 20. Jahrhundert um Berlin herum an vielen Stellen entstanden. Nachdem die Bergmann-Elektrizitätswerke ihren Betrieb nach Wilhelmsruh verlagert hatten, wuchs die Siedlung schnell an. Heute hat Wilhelmsruh den Charakter einer Kleinstadt.
Bereits 1901 wurde eine feste Pfarrstelle für Wilhelmsruh vom Gemeindekirchenrat von Rosenthal geschaffen. 1904 wurde ein Kirchenbaufonds für Wilhelmsruh angelegt. Am 1. April 1915 entstand eine eigene Parochie, seit dem 1. April 1918 gibt es die selbstständige „Luther-Gemeinde“ in Wilhelmsruh.
Im Jahr 1929 erfolgte die erste Renovierung der Kirche, bei der die ursprüngliche Ausmalung des Inneren in Jugendstilformen geändert wurde. 1976, bei der letzten Restaurierung des Innenraumes, wurde die Ausmalung weitgehend beseitigt.

## Baubeschreibung

### Kirchenschiff
Der Mauerwerksbau ist mit roten Klinkern verblendet. Die Seitenfronten sind durch Strebepfeiler gegliedert, zwischen ihnen befinden sich große Spitzbogenfenster, die 1966 durch Lothar Mannewitz neu gestaltet worden sind. Die Fensterrose im Altarraum stammt ebenfalls von ihm.
Über dem Bogen des Portals befindet sich eine Fensterrose als Blende. Das Portal führt in einem Vorbau mit einem krabbenbesetzten Wimperg, der dem mit Fialen, Blenden und Maßwerk versehenen Staffelgiebel eines querschiffartigen Baukörpers vorgelagert ist. Beide Seiten des „Querschiffs“ enden mit einem ähnlichen Staffelgiebel.

### Turm
Das Sockelgeschoss des dem Langhaus vorgesetzten querrechteckigen Turmes besteht aus Natursteinen. Der Turm hat drei Schallöffnungen an den Breitseiten und zwei an den Längsseiten. Abgeschlossen wird er von einem spitzen Walmdach. Das Geläut im Glockenstuhl besteht aus drei Glocken. Nur eine kleine Bronzeglocke von 75 cm Durchmesser hat beide Weltkriege überstanden. Sie trägt die Aufschrift: „FRANZ SCHILLING GOSS MICH 1906“. Zwei Eisenhartgussglocken, gegossen von Schilling & Lattermann, kamen 1956 hinzu. Die Glocke von 81 cm Durchmesser hat die Inschrift: „LASSET UNS FESTHALTEN AN DEM BEKENNTNIS DER HOFFNUNG“, die von 124 cm: „ICH LEBE UND IHR SOLLT AUCH LEBEN“.

### Innenraum
Die Decke besteht aus einer hölzernen Spitztonne. Der Chor befindet sich im Erdgeschoss des Turmes und wird durch einen Triumphbogen vom Langhaus abgesetzt. Die Altarwand nimmt eine Fensterrose in einer Blende über einer Reihe von vier spitzbogigen Blendnischen auf. Die Laibungen der Fenster sind in Backsteinen ausgeführt, ebenso die abgetreppte Öffnung des Triumphbogens.

## Ausstattung
Die Statue von Martin Luther, die sich zwischen 1929 und 1945 in einer Nische vor dem Triumphbogen befand, steht nunmehr im Vorraum der Kirche, ebenso das Kruzifix, das ursprünglich vor der Altarwand stand. Als Giebelschmuck sind über den Seitentüren Medaillons angebracht, die einzigen Reste der Ausmalung im Jugendstil. Über der vorderen wird das Auge der Vorsehung, über der mittleren Agnus Dei und über der hinteren die Heiliggeisttaube dargestellt.
Die liturgische Ausstattung ist modern. Kreuz, Altartisch, Taufschale, Leuchter und Predigtpult wurden 1976 in der Kunstschmiedewerkstatt Dahms hergestellt.